# Sjönäckmossa
Sjönäckmossa (Fontinalis hypnoides) är en bladmossart som beskrevs av C. J. Hartman 1843. Sjönäckmossa ingår i släktet näckmossor, och familjen Fontinalaceae. Arten är reproducerande i Sverige. Inga underarter finns listade i Catalogue of Life.